# عباس أباد (محمد أباد كرمان)
عباس أباد (بالفارسية: عباس‌آباد) هي قرية تقع في إيران في Mohammadabad Rural District. يقدر عدد سكانها بـ 37 نسمة .